# Berliner Eishockeymeisterschaft 1932/33
Die Saison 1932/33 der Berliner Eishockeymeisterschaft wurde vom Brandenburger Eissportverband ausgetragen. In dieser Saison nahm neben dem Brandenburger Club SEV Landsberg an der Warthe in der 1. Klasse mit dem Stettiner EV auch eine Mannschaft aus Pommern an der 2. Klasse teil.
Meister wurde wie im Vorjahr der Berliner Schlittschuhclub. Dieser nahm auch an der Deutschen Eishockey-Meisterschaft 1933 in München teil und verteidigte dort seinen Deutsche Meistertitel.

## Berlin-Liga
Die acht Teilnehmer spielten eine Einfachrunde. Der SC Charlottenburg hatte sich vor der Saison in die 2. Klasse zurückgezogen, nachdem der Großteil seiner Mannschaft dem Aufsteiger Berliner EC angeschlossen hatte. Dieser hatte durch die Eröffnung einer neuen Eisbahn in Berlin-Friedrichshain viel Eiszeit zu bieten. Durch den Rückzug der Charlottenburger verblieb der Berliner SV 1892 in der Liga. Der Berliner EC konnte sich mit den neuen Spielern den Vizemeistertitel sichern.
| Rang |                           | Sp | S | U | N | Tore  | TD  | Pkt |
| ---- | ------------------------- | -- | - | - | - | ----- | --- | --- |
| 1.   | Berliner Schlittschuhclub | 7  | 7 | 0 | 0 | 72:02 | +70 | 14  |
| 2.   | Berliner EC               | 7  | 6 | 0 | 1 | 28:09 | +19 | 12  |
| 3.   | SC Brandenburg            | 7  | 5 | 0 | 2 | 21:05 | +16 | 10  |
| 4.   | Tegeler EV                | 7  | 3 | 1 | 3 | 13:19 | −06 | 07  |
| 5.   | BFC Preussen              | 7  | 2 | 1 | 4 | 09:23 | −14 | 05  |
| 6.   | Zehlendorfer Wespen       | 7  | 2 | 0 | 5 | 12:35 | −23 | 04  |
| 7.   | Berliner SV 1892          | 7  | 1 | 1 | 5 | 08:36 | −28 | 03  |
| 8.   | Grunewald TC              | 7  | 0 | 1 | 6 | 07:41 | −34 | 01  |

Abkürzungen: Sp = Spiele, S = Siege, U = Unentschieden, N = Niederlagen, TD: Tordifferenz, Pkt: Punkte

Erläuterungen: Meister und Qualifikation für die Deutsche Meisterschaft, Abstieg in die 1. Klasse

## 1. Klasse
Die acht Mannschaften der 1. Klasse spielten in zwei Gruppen mit je vier Mannschaften. Die Gruppensieger qualifizierten sich für das Finale, in dem der Aufsteiger in die Liga ausgespielt wurde.
In der Gruppe B hatte sich eigentlich der Steglitzer Schlittschuh-Club durchgesetzt. Auf Grund des Einsatzes ausländischer Spieler wurden jedoch alle Spiele gegen Steglitz gewertet. Auch der Nachbarverein Steglitzer TC hatte Ausländer eingesetzt und verlor Spiele am grünen Tisch. Beide Clubs stiegen in die 2. Klasse ab.
Im Finale setzte sich der Berliner Hockey-Club mit zwei Siegen in drei Spielen gegen den Oberschöneweider HC durch.

### Gruppe A
| Rang |                             | Pkt. |
| ---- | --------------------------- | ---- |
| 1.   | Berliner HC                 | 6    |
| 2.   | SEV Landsberg an der Warthe | 4    |
| 3.   | Polizei SV Berlin           | 2    |
| 4.   | Steglitzer Tennis-Club      | 0    |

### Gruppe B
| Rang |                              | Pkt. |
| ---- | ---------------------------- | ---- |
| 1.   | Oberschöneweider HC          | 6    |
| 2.   | Greiff                       | 4    |
| 3.   | Berliner EV 1886             | 2    |
| 4.   | Steglitzer Schlittschuh-Club | 0    |

Abkürzungen: Sp = Spiele, TD: Tordifferenz, Pkt: Punkte

Erläuterungen: Finale, Abstieg

### Finale
|                      |   |                     | Serie | 1   | 2   | 3            |
| -------------------- | - | ------------------- | ----- | --- | --- | ------------ |
| Berliner Hockey-Club | – | Oberschöneweider HC | 2:1   | 3:4 | 4:3 | 4:3 n. 2. V. |

## 2. Klasse
In der 2. Klasse wurde das letzte Spiel zwischen Stettin und dem SC Charlottenburg, der sich aus der Liga in die 2. Klasse zurückgezogen hatte, nicht mehr ausgetragen.
| Rang |                       | Sp | S | U | N | Tore  | TD  | Pkt |
| ---- | --------------------- | -- | - | - | - | ----- | --- | --- |
| 1.   | Stettiner EV          | 2  | 2 | 0 | 0 | 16:02 | +14 | 4   |
| 2.   | SC Charlottenburg     | 2  | 2 | 0 | 0 | 06:03 | +03 | 4   |
| 3.   | Rollschuh-Club Westen | 3  | 1 | 0 | 2 | 16:05 | +11 | 2   |
| 4.   | Rollschuh-Club 1931   | 3  | 0 | 0 | 3 | 04:32 | −28 | 0   |